# بروس رابینسون
بروس رابینسون (انگلیسی: Bruce Robinson؛ زادهٔ ۲ مهٔ ۱۹۴۶) یک هنرپیشه، کارگردان، و فیلم‌نامه‌نویس اهل بریتانیا است. وی از سال ۱۹۶۸ میلادی تاکنون مشغول فعالیت بوده‌است.
از فیلم‌ها یا برنامه‌های تلویزیونی که وی در آن نقش داشته است می‌توان به رومئو و ژولیت، داستان ادل اچ. اشاره کرد.